# Belfort van Diksmuide
Het Belfort van Diksmuide is het belfort aan het stadhuis van de West-Vlaamse stad Diksmuide.
De toren staat op de lijst van 56 belforten in België en Frankrijk die als werelderfgoed zijn erkend door UNESCO.
De eerste steen van het stadhuis werd gelegd in 1428. Tussen 1567 en 1572 werden grote verbouwingen uitgevoerd. Op een schilderij van Hacke uit 1716 ziet men ook een binnenkoer en een kapeltorentje. De bouw van het derde neogotische stadhuis vond plaats tussen 1875 en 1880 naar plannen van de Brugse architect Louis Delacenserie, maar tijdens de wederopbouw (1923) na de Eerste Wereldoorlog grepen de architecten terug naar de bouwkundige elementen ontleend aan de regionale Vlaamse renaissancestijl. De nieuwe belforttoren (links op de foto) herrees op de binnenplaats als typisch Vlaams en middeleeuws symbool van de stedelijke vrijheid.